# Feuerwehr in Lettland

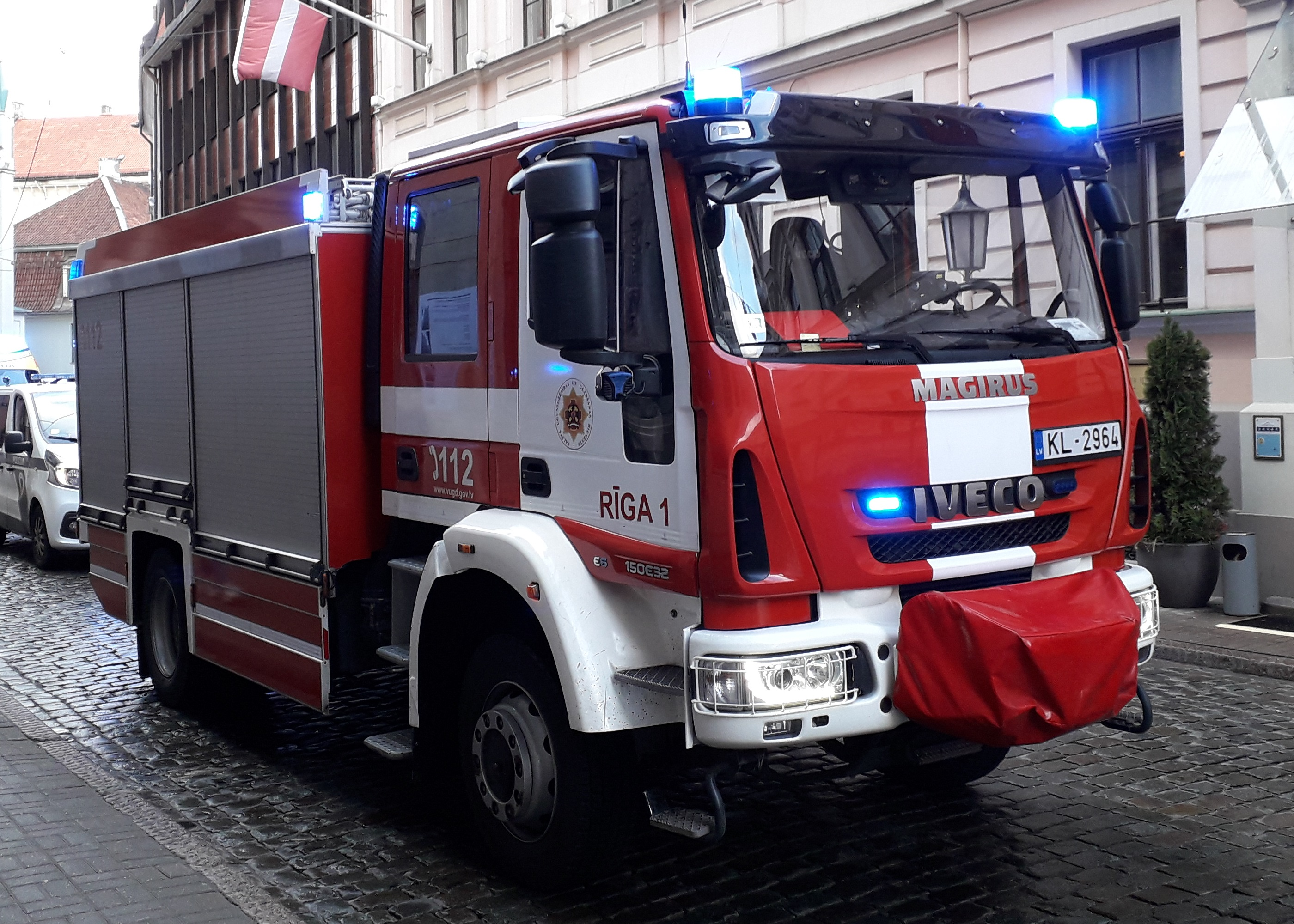
Feuerwehrfahrzeug der Feuerwehr Riga

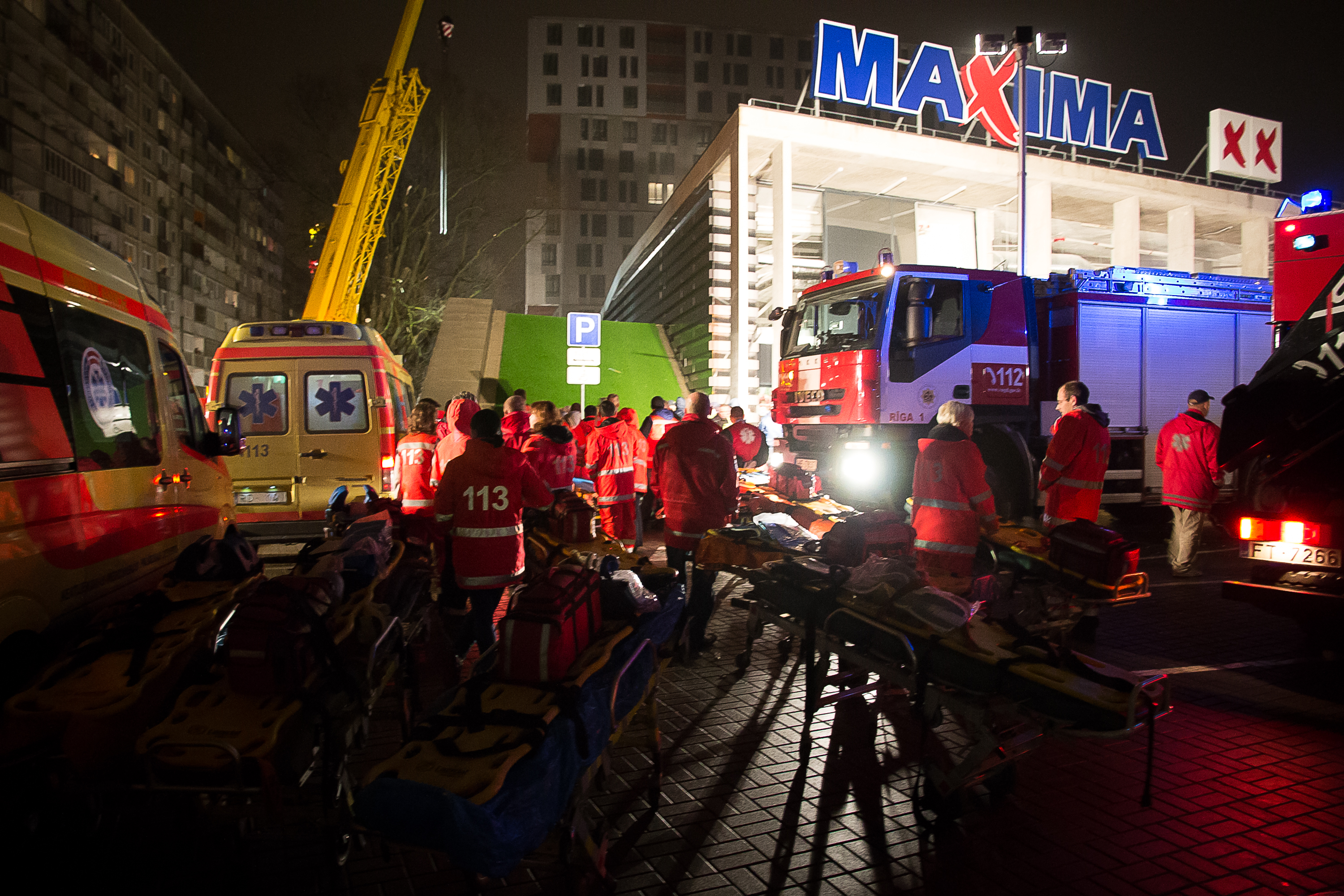
Feuerwehreinsatz beim Dacheinsturz in Lettland

Die Feuerwehren in Lettland sind als staatlicher Feuerlösch- und Rettungsdienst (lettisch: Valsts ugunsdzēsības un glābšanas dienesta, kurz: VUGD) dem Innenministerium unterstellt.

## Allgemeines
In Lettland bestehen 92 Feuerwehrhäuser und Feuerwachen, in denen 241 Löschfahrzeuge und 37 Drehleitern bzw. Teleskopmaste für Feuerwehreinsätze bereitstehen.
Insgesamt sind 3.130 Personen, davon 2.700 Berufsfeuerwehrleute und 430 freiwillige Feuerwehrleute, im Feuerwehrwesen tätig. Der Frauenanteil beträgt 0 %. In den Jugendfeuerwehren sind 300 Kinder und Jugendliche organisiert. Die lettischen Feuerwehren wurden im Jahr 2019 zu 20.749 Einsätzen alarmiert, dabei waren 10.095 Brände zu löschen. Hierbei wurden 261 Tote von den Feuerwehren bei Bränden geborgen und 1.289 Verletzte gerettet.
Die Feuerwehren sind rund um die Uhr über die Telefonnummer 112 erreichbar. Das lettische Feuerwehrwesen unterscheidet sich von Feuerwehren im deutschsprachigen Raum in der Personalstruktur. Fast alle Feuerwehren sind Berufsfeuerwehren mit hauptamtlichen Feuerwehrmännern und -frauen. Insbesondere bei Großschadenslagen oder Katastrophen werden freiwillige Feuerwehrhelfer hinzualarmiert. Die Ausbildung der Berufsfeuerwehrleute erfolgt hierbei in der nationalen Feuerwehrschule in Riga (Fire and civil protection college). Ein weiterer Unterschied zum deutschen Feuerwehrsystem ist die lokale Verfügbarkeit: Während in Deutschland selbst kleine Gemeinden eine eigene Feuerwehr haben, sind in Lettland die Feuerwehren lediglich in der Hauptstadt Riga (acht Feuerwachen) sowie in den 25 größeren Kreisstädten stationiert. Die Feuerwehr übernimmt in Lettland neben der Brandbekämpfung auch Technische Hilfeleistungen, insbesondere im Bereich der Personen- und Tierrettung. Der Rettungsdienst wird im Gegensatz zum amerikanischen Feuerwehrsystem nicht von der Feuerwehr abgewickelt. Oberste Behörde für das Feuerwehrwesen ist das lettische Innenministerium.